# Радаева, Искра Александровна
Искра Александровна Радаева (02.10.1925, Москва — 21.01.2022, Москва) — советский российский учёный в области переработки молока. Доктор технических наук, профессор, заслуженный деятель науки и техники РФ (05.10.1995).

## Биография
Родилась 2 октября 1925 года в Москве.
В 1951 г. окончила Московскую сельскохозяйственную академию им. К. А. Тимирязева  по специальности «учёный зоотехник».
В 1958 году защитила кандидатскую диссертацию:
- Влияние подсолнечникового жмыха и кукурузного силоса в рационах коров на качество сухого молока : диссертация … кандидата сельскохозяйственных наук : 06.00.00. — Москва, 1958. — 245 с. : ил.

С сентября 1958 г. младший научный сотрудник, старший научный сотрудник, руководитель лаборатории молочных консервов, заведующий отделом молочно-консервного производства, главный научный сотрудник лаборатории молочных консервов Всесоюзного (Всероссийского) научно-исследовательского института молочной промышленности. Работала во ВНИИМП до последних дней.
Под её руководством:
- разработаны технологии безотходной глубокой переработки молока с применением процессов направленного регулирования свойств сырья, термодинамических характеристик, молекулярной деструкции, баро- и электромембранной обработки, что позволило увеличить сроки годности продукции в два и более раза;
- разработаны новые методологические базы и технологические процессы;
- создано новое направление — консервы функционального назначения с радиопротекторными, антиканцерогенными и другими нужными свойствами, в том числе для питания детей и лиц пожилого возраста.

Доктор технических наук, профессор.
Получила 25 патентов и авторских свидетельств на изобретения. Подготовила 12 кандидатов наук.

## Награды
Заслуженный деятель науки и техники РФ (05.10.1995). Награждена орденом «Знак Почёта» и двумя медалями.

## Сочинения
- Повышение качества молочных консервов / И. А. Радаева. — Москва : Пищ. пром-сть, 1980. — 160 с. : ил.; 21 см.
- Технология молочных консервов и заменителей цельного молока : (Справочник) / И. А. Радаева, В. С. Гордезиани, С. П. Шулькина. — Москва : Агропромиздат, 1986. — 350,[1] с. : схем.; 21 см.
- Методология формирования органолептических свойств консервов на молочной основе [Текст] : монография / А. Н. Петров, И. А. Радаева, Е. В. Шепелева ; М-во образования и науки Российской Федерации, Кемеровский технол. ин-т пищевой пром-сти. — Кемерово : КемТИПП, 2013. — 231 с. : ил., табл.; 20 см; ISBN 978-5-89289-763-1